# Mabea linearifolia
Mabea linearifolia är en törelväxtart som beskrevs av Eugene Jablonszky. Mabea linearifolia ingår i släktet Mabea och familjen törelväxter. Inga underarter finns listade i Catalogue of Life.